# الفلانخي الإسبانية
الفلانخي الإسبانية أو الكتائب الإسبانية أو الفلانخي (بالإسبانية: Falange Española) هو حزب سياسي إسباني لأيديولوجية نقابية وطنية، وهي عقيدة سياسية مستوحاة من الفاشية، أسسها خوسيه أنطونيو بريمو دي ريفيرا، الابن الأكبر للديكتاتور الراحل ميغيل بريمو دي ريفيرا في 29 أكتوبر 1933. وفي 15 فبراير 1934 اندمجت الفلانخي مع المجالس الهجومية للاتحاد الوطني (JONS) التي أسسها أونسيمو رودندو وراميرو ليديسما وآخرين، ليكونا معا الكتائب الإسبانية لجمعيات الهجوم الوطني النقابي.
بعد نجاح الفاشية الإيطالية في الزحف الذي قام به بينيتو موسوليني على روما في 1922، فشلت عدة محاولات لإنشاء منظمة فاشية بأسلوب الإيطاليين في إسبانيا. شعر رجال الأعمال اتباع النظام القديم في تلك السنوات بوجود الحكومات الاستبدادية واليمين والقطاع المالي بالحاجة في أوروبا إلى حزب فاشي يثبت أنه كابح جيد لتطوير الحركات الجماهيرية اليسارية. بمجرد ظهور الجمهورية الثانية، وبدأ مشروع التحول الديمقراطي، تبلورت المحاولات الأولى في الفلانخي الإسبانية التي روجت لها القطاعات الرجعية.
فانتصار هتلر وضعف انجازات الحزب الفاشي الرئيسي في إسبانيا، وهو المجالس الهجومية للاتحاد الوطني (JONS) لراميرو ليديسما راموس وأونيسيمو ريدوندو اللذان أرادا في سنة 1933 أن ينشئا يمين متطرف أسباني، ويمثله رواد الأعمال الصناعيين والماليين، فوجدا في خوسيه أنطونيو بريمو دي ريفيرا نجل الديكتاتور السابق زعيما كاريزميا للفاشية الإسبانية، الذي شغل بالفعل مناصب محافظة وسلطوية. تم الإعلان عن الفلانخي الإسبانية في تجمع حاشد في مسرح كوميديا مدريد في 29 أكتوبر 1933.
ولعب الفلانخي الإسبانية في فترة الجمهورية الثانية دوراً مهما في تطور الأحداث التي أدت إلى الحرب الأهلية. لقد ولدت بدعم من القوى الرجعية والأحزاب اليمينية التي تستخدمها ليكون عامل صدمة. لم تحصل على دعم شعبي كبير، ولكن أسبابها ومواجهاتها المتكررة مع أكثر الجماعات اليسارية تطرفًا، خاصة مع المنظمات الشبابية ساهمت أعمال العنف والقتل في خلق مناخ من انعدام الأمن والعنف المفضي إلى التدخل العسكري.

## الأيديولوجية

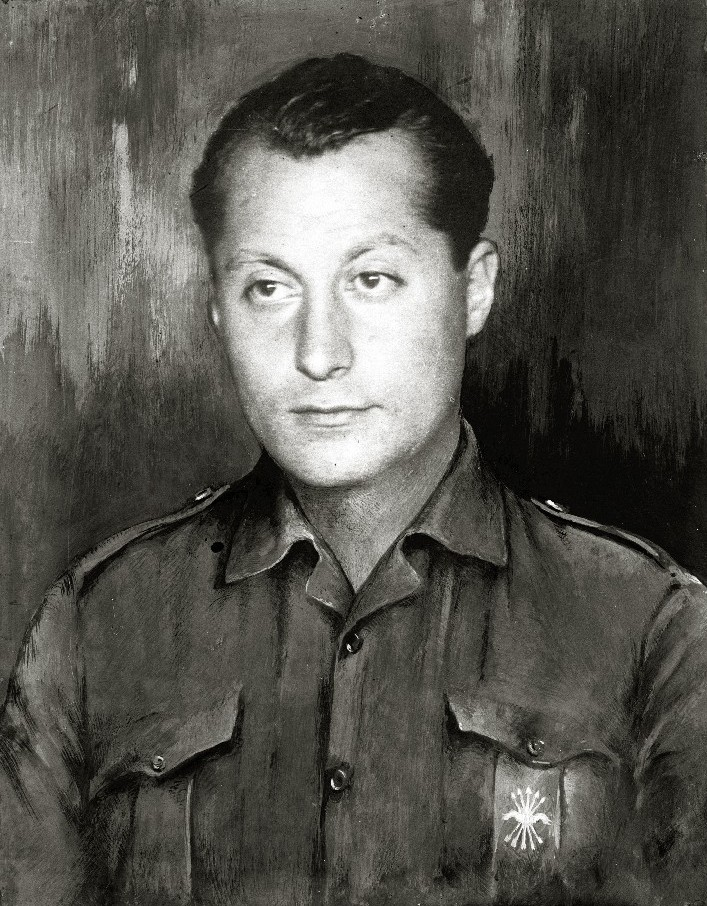
خوسيه أنطونيو بريمو دي ريفيرا، مؤسس الفلانخي الإسبانية وقائدها الأول.

أيديولوجية الفلانخي هي نقابية وطنية. حيث أنها فاشية إيطالية بمكونات مأخوذة من الكاثوليكية. كان مؤسسها خوسيه أنطونيو بريمو دي ريفيرا مهتمًا بفاشية الطراز الإيطالي ولم يعارض في الأيام الأولى استخدام مصطلح «الفاشية». في رأي المؤرخ المحافظ الأمريكي ستانلي باين، لم تختلف الفلانخي اختلافًا جوهريًا عن الحزب الفاشي الإيطالي، واستخدمت أحيانًا نفس خطابها. ومع ذلك كان للفلانخية سماتها الخاصة، وأهمها دفاعها عن الكاثوليكية. ووحدة إسبانيا مذكورة أيضًا في النقطة البرنامجية الثانية: «إسبانيا وحدة وجهة عالمية». وإلى السمة الإمبريالية للحركات الفاشية الأخرى، المعلنة في النقطة الثالثة (لدينا إرادة الإمبراطورية... نطالب لإسبانيا موقعًا بارزًا في أوروبا«)، تضيف شخصية إسبانية:» فيما يتعلق ببلدان أمريكا اللاتينية، فإننا نميل إلى توحيد الثقافة، بالمصالح الاقتصادية والسلطة. على عكس الفاشية الأخرى وعلى الرغم من خطابها، لم طالب الفلانخي بـ «دولة جديدة» أو «رجل جديد»، وهذه بسبب فرض الكاثوليكية التقليدية.
طالبت الفلانخي بإنشاء دولة اتحاد شمولية يتم فيها التغلب على الصراع الطبقي، والذي سيجمع رجال الأعمال والعمال الذين تنظمهم فروع الإنتاج في نفس الموقع. وكونها ممولة بشكل أساسي من أصحاب رؤوس الأموال ولديها صلات كبيرة مع بقية قوى اليمين المتطرف، فقد أظهرت دائمًا تنافر ديماغوجي للنظام الرأسمالي. حيث تضيف برنامج غامض للإصلاحات الاجتماعية إلى إيديولوجيتها السياسية. وصفه الفلانخيون بـ «الثوري».

## التاريخ

### الجمهورية الثانية
بدأ بريمو دي ريفيرا في 1933 بالاهتمام بالأيديولوجية الفاشية. فبدأ مع مانويل ديلجادو باريتو (المتعاون السابق مع والده) مدير صحيفة المحافظين لا ناسيون باطلاق صحيفة إل فاسيو في فبراير. وانضم إليهم رافائيل سانشيز مازاس وخوان أباريسيو لوبيز. وكتبت الصحيفة مقالات مستفيضة عن موسوليني وهتلر. وعلى الرغم من فشلها، إلا أن المجموعة واصلت اجتماعاتها، وسرعان ما انضم إليهم جوليو رويز دي ألدا وألفونسو غارسيا فالديكاساس. وشكلوا معًا الحركة النقابية الإسبانية، التي بدت في دعايتها بمثابة الفاشية الإسبانية (FE).

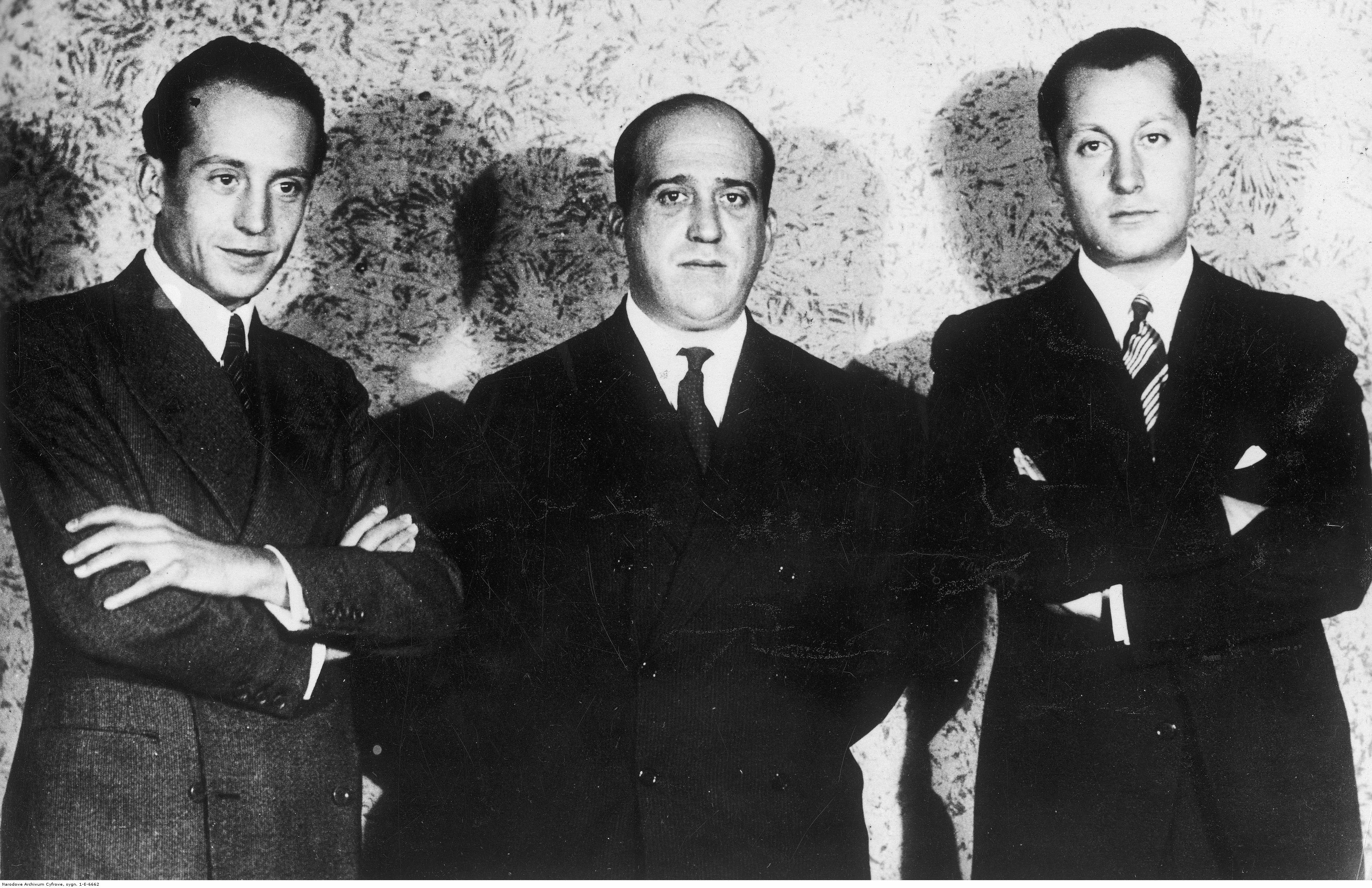
رويز دي ألدا (في الوسط) بجواره فالديكاساس وبريمو دي ريفيرا، 1933.

في شهر أغسطس وبوساطة خوسي ماريا دي أرييلزا اليميني المتطرف في إقليم الباسك، تم الاجتماع مع راميرو ليديسما للحصول على دعمه. لم يتم التوصل إلى أي اتفاق، لأن راميرو ليديسما يفكر فقط في إمكانية انضمام مجموعته الجديدة إلى المجالس الهجومية للاتحاد الوطني (JONS). وفي أكتوبر سافر بريمو دي ريفيرا إلى إيطاليا الفاشية، حيث قابل الديكتاتور موسوليني وزار مقر الحزب الوطني الفاشي، بهدف الحصول على المشورة والمعلومات لتنظيم حركة مماثلة في إسبانيا.
وأخيرا في يوم الأحد 29 أكتوبر تشكل الإطار الرسمي العام للفلانخي في مسرح الكوميديا في مدريد. ولكن في الأشهر التالية، بدأ النزاع بين الفلانخي يزداد مع المجالس الهجومية للاتحاد الوطني JONS مع ضعف قدرتهم بجلب اتباع لهم. وقد توقفت المساهمات القليلة التي كان JONS يتلقاها من القطاعات المالية إلى جانب الملكيين اللذين اختارا تمويل الفلانخي. واستفاد الفلانخي من أخذ حيز أكبر من المناورة لجلب مناصرين جدد، وتمكن بسرعة في تخطي عدد منتسبي JONS. وبدا راميرو ليديسما الذي فقد دعم الأوليغارشية المالية يتلقى الضغط للاندماج مع الفلانخي الجديد. في 11 فبراير 1934 يجتمع المجلس الوطني لـ JONS للنظر بإمكانية الاندماج مع الفلانخي، وفي الخامس عشر من فبراير وافق المجلس الوطني، تم التوصل إلى الاتفاقية مع الفلانخي، والتي بموجبه تم تسمية التشكيل الجديد الكتائب الإسبانية لجمعيات الهجوم الوطني النقابي (Falange Española de las JONS) ويتم توجيهه من ثلاثة أعضاء: اثنان من الفلانخي: بريمو دي ريفيرا ورويز دي ألدا؛ وواحد من JONS: راميرو ليديسما.
كانت نتائج انتخابات كتائب الفلانخي أثناء الجمهورية الثانية ضعيفة للغاية. وهذا الفقر في النتائج يرجع إلى عدة أسباب. من بينها، أنه في إسبانيا لم تكن هناك قومية عميقة الجذور، ولكن بدلاً من ذلك كانت هناك مشاعر قومية محيطية قوية (على سبيل المثال: القومية القشتالية والباسكية والجاليسية) فحرم ذلك على الإيديولوجية الفاشية، التي تعتمد في المقام الأول على القومية المتطرفة من أصولها الرئيسية؛ وأيضًا ندرة علمنة المجتمع الإسباني ونجاح قوى يمينية أخرى مثل سيدا.
ولم يتمكن الفلانخي من الحصول على ملاءة اقتصادية. على الرغم من أنها تلقت دعماً من كبار الممولين وملاك الأراضي أكبر مما ناله المجالس الهجومية للاتحاد الوطني، لم يكن هذا كافياً حتى 1935 حيث خفض الدعم الشهري من الحكومة الإيطالية وقدره 50,000 ليرة إلى النصف بعد نتائج انتخابات 1936 الهزيلة. ولم تنجح عقيدة النقابية الوطنية في جذب العمال من داخل إطار نقابات الأغلبية (UGT وCNT). ولم يتمكن في تلك الانتخابات من نيل عضوية في الكورتيس، لأنه على الرغم من أن خوسيه أنطونيو بريمو دي ريفيرا حصل على عضوية البرلمان في انتخابات نوفمبر 1933، فقد نال ذلك من خلال ترشيحه في قادس عن طريق الاتحاد الزراعي والمواطنة.

### العنف خلال الجمهورية الثانية
تميزت منظمات الشباب في فترة الجمهورية الثانية بطابع العنف. فأعلن شباب اليسار أنفسهم بأنهم ثوريون وشباب اليمين أنهم مناهضي الليبرالية. وتكررت الاشتباكات بينهما. وكلاهما لم تتمكن أحزابهما من السيطرة عليهم، متناقضين صراحة مع نشاط الأحزاب البرلماني. وكذلك لم يكن الوضع في أماكن العمل أفضل من الشارع، فواجهت المنظمات العمالية مجموعات من مسلحي أرباب العمل. في هذا السياق قامت الكتائب الإسبانية بممارسة العنف كجزء من أيديولوجيتها. مثل الحركات الفاشية الأخرى، أولت الفلانخي اهتمامًا خاصًا لتأطير الشباب في صفوفه وتنظيمهم في هيكل شبه عسكري وتوجيه تمردهم نحو الممارسة المنهجية والمنظمة للعنف السياسي. ففي بطاقات الانتساب كان هناك صندوق ذكر فيه إذا كان هناك دراجة، وهو تعبير عن الأسلحة النارية، وسلمت لهم هراوات مرنة مبطنة بالمعادن.
ميليشيات كتائب الفلانخي التي سمت نفسها بكتائب الدم (Falange de la Sangre) وأعيدت تسميتها فيما بعد بالخط الأول (Primera Línea)، وقادها في البداية ضابط عسكري متقاعد لويس أريدوندو. فبدأت بالاستفزاز والدخول في المناوشات. تبع ذلك مشادات وعمليات انتقامية في الشوارع. وأنشأت الفلانخي في جامعة مدريد اتحاد طلبة بدلاً من غالبية الاتحاد العام بهدف «تدميره». وفي 25 يناير 1934 نفذت أول عملية انتقامية في كلية الطب فأصيب طالبا فيها بجروح خطيرة. وأول قتلى الفلانخي، فكان في 7 فبراير 1934. أي بعد أسبوعين من حادثة كلية الطب، حيث قتل بالرصاص ماتياس مونتيرو طالب الطب والمؤسس المشارك لاتحاد الجامعات الاسبانية، عند عودته إلى المنزل. واستمرت الاعتداءات على مدار 1934، لا سيما ضد المنتسبين والمؤيدين لها، والفلانخ المحليين والحركة الشعبية اليمينية، كما ذكرته الصحف في ذلك الوقت. من خلال جدلية الكتائب أو الفلانخي، كان من المتوقع أن يتم الانتقام من هذا القتل، وهو ما لم يحدث. فبدأت وسائل الإعلام بالسخرية من الطابع الفاشي للفالانخي. فأطلق عليها بينثيسلاو فيرنانديث فلوريث لقب الفرنسيسكان وليس الفاشيين. في صفحات ABC تساءل الكاتب ألفارو ألكالا جاليانو أين هي الجحافل الفاشية الغامضة؟.